# Mikhaïl Beliaïev
Pour les articles homonymes, voir Beliaïev.
Mikhaïl Alekseïevitch Beliaïev (en russe : Михаил Алексеевич Беляев), né le 23 décembre 1863 à Saint-Pétersbourg, décédé en 1918 à Petrograd, général d'infanterie et homme politique russe, ministre de la Guerre du 3 janvier 1917 au 28 février 1917 ; chef de mission militaire russe en Roumanie, chef de l'État-Major général en mai 1917.
Il fut le dernier ministre de la Guerre de l'Empire russe.

## Biographie
Fils de général, il étudia au lycée impérial no 3 de Saint-Pétersbourg. Il sortit diplômé, en 1885, de l'École militaire d'artillerie Michel et devint sous-lieutenant à la 29e brigade d'artillerie. Ensuite, il fit partie de la Garde impériale, au sein de la 2e brigade d'artillerie. Lieutenant en 1890, il sortit diplômé de l'Académie d'État-major-général Nicolas, en 1893. Il fut nommé peu après capitaine de la Garde et fut intégré à la 24e division d'infanterie. Le 15 janvier 1897, il est nommé officier supérieur (ober-ofitser) au 18e corps d'armée. En 1898, il est lieutenant-colonel. À la fin de cette même année, il est nommé au sein du comité d'État-major chargé de l'enseignement des cadres de l'Armée, à la chancellerie du ministère de la Guerre. Il est élevé au grade de colonel, en 1902. Il commande pendant cette même année un bataillon du régiment Izmaïlovski, au sein de la Garde impériale. En 1903, il devint chef de département à l'État-major.

## Guerre russo-japonaise
Beliaïev participa à la guerre russo-japonaise, qui se termina par un désastre pour l'armée impériale.
Le 20 février 1904, il était officier d'État-major sous le commandement du général Jilinski au sein de l'armée d'Extrême-Orient, puis en novembre 1904 servit au sein de la 1re armée de Mandchourie, en tant que chef de chancellerie. Le 13 août 1905, il fut nommé chef de chancellerie au sein du Haut-commandement de l'armée d'Extrême-Orient.
Après la guerre, il devint chef de département au sein de l'État-major et fut nommé général-major en 1908 et général-lieutenant en 1912. Il participa à divers comités d'organisation de l'Armée.

## Première guerre mondiale
À la déclaration de guerre, le 1er août 1914, le général Beliaïev fut nommé à l'État-Major général et élevé au rang de général d'infanterie en décembre 1914.
Le 23 juin 1915, il devint conseiller du ministre de la Guerre, le général Polivanov. Le 10 août 1916, il fut nommé membre du Comité de Guerre et président de la représentation militaire de Russie auprès des armées de Roumanie. Enfin, le 3 janvier 1917, il devint ministre de la Guerre ; mais il était déjà trop tard pour un Empire en pleine déroute.

## Après la révolution
Le général Beliaïev fut arrêté le 1er mars 1917 (14 mars dans le calendrier grégorien), au moment de la révolution de Février et incarcéré à la forteresse Pierre-et-Paul, puis libéré. Le 1er juillet 1917 (14 juillet dans le calendrier grégorien), sous le gouvernement Kérensky, il fut à nouveau arrêté dans l'attente d'un procès et finalement libéré lors des troubles révolutionnaires consécutifs à la révolution d'Octobre. Le général fut à nouveau arrêté au début de l'année 1918 et fusillé par des tchékistes.